# (40092) Memel
(40092) Memel est un astéroïde de la ceinture principale.

## Description
(40092) Memel est un astéroïde de la ceinture principale. Il fut découvert le 28 juin 1998 à La Silla par Eric Walter Elst. Il présente une orbite caractérisée par un demi-grand axe de 2,76 UA, une excentricité de 0,10 et une inclinaison de 7,9° par rapport à l'écliptique.

## Compléments